# Pari o dispari (singolo)
Pari o dispari è un singolo del cantautore italiano Dennis, pubblicato il 9 maggio 2025.

## Descrizione
Il brano, scritto dallo stesso cantautore con Tommaso Santoni, in arte Rondine, e Roberto Tornabene, è prodotto dai Dema e racconta i sentimenti con una semplicità disarmante.

## Video musicale
Il video musicale, diretto da Francesco C. Drazza, è stato pubblicato in concomitanza all'uscita del brano attraverso il canale YouTube del cantautore e ha visto la partecipazione della compagna di lui, Nicole Cena.

## Tracce
Testi di Dennis Rizzi, Tommaso Santoni e Roberto Tornabene, musiche di Fabio De Marco.
1. Pari o dispari – 2:54